# Вјаземски
Вјаземски (рус. Вяземский) град је у Русији у Хабаровском крају. Према попису становништва из 2010. у граду је живело 14556 становника.

## Становништво
| 1939.  | 1959.  | 1970.  | 1979.  | 1989.  | 2002.  | 2010.  |
| ------ | ------ | ------ | ------ | ------ | ------ | ------ |
| 11.902 | 17.957 | 18.365 | 18.919 | 18.426 | 15.760 | 14.556 |